# 誉 (エンジン)

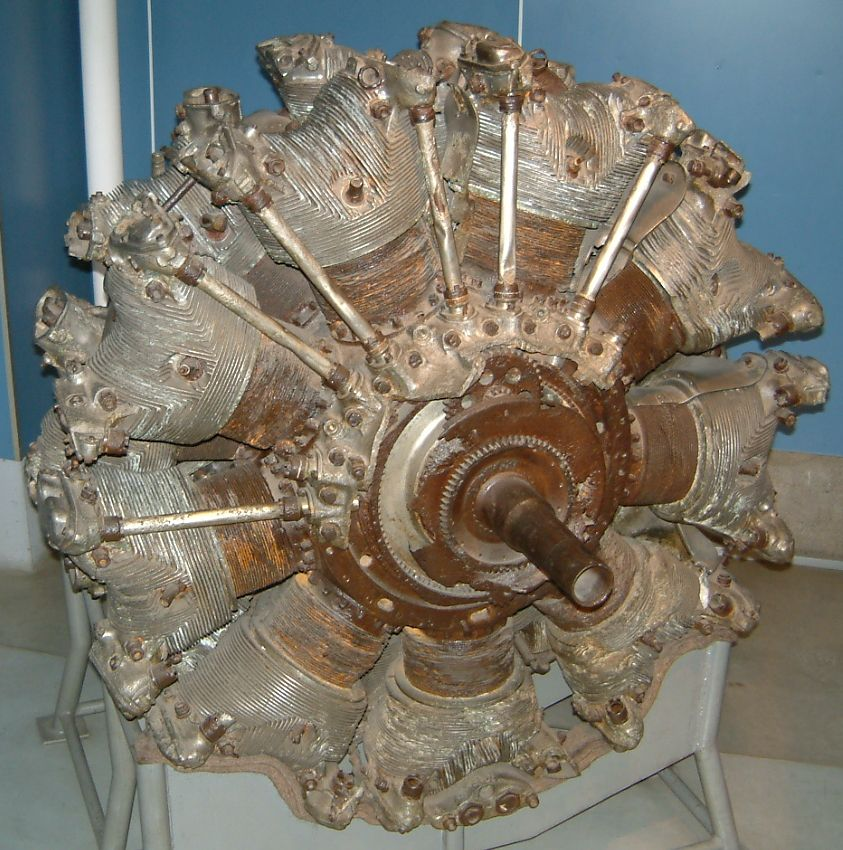
旧交通博物館に展示されていた誉エンジン

誉（ほまれ、当時の表記は譽）は、中島飛行機と日本海軍航空技術廠発動機部が開発した航空機用空冷式レシプロエンジンである。第二次世界大戦後期の日本軍偵察機や戦闘機、爆撃機のエンジンとして採用された。
誉は海軍の制式名称で、略符号はNK9、試作名称は十五試ル号、陸軍制式名称は四式一八五〇馬力発動機、ハ番号はハ45およびハ145、陸海軍統合名称はハ45、中島の社内呼称はBA。
中島飛行機が量産した最後の航空用エンジンであった。

## 概要
1942年（昭和17年）9月に生産が始まり、銀河、彩雲、疾風や紫電改など第二次世界大戦後期の陸海軍航空機にメーカーや機種を問わず幅広く搭載された。生産台数は型式ごとの生産数は記録が残っておらず詳細は不明だが、1943年（昭和18年）は約200基、1944年（昭和19年）は5,400基、1945年（昭和20年）は3,150基となっている。
開発当時の航空用レシプロエンジンとしては欧米の主流に近い離昇2,000馬力を発揮可能で、なおかつ同クラスのエンジンよりも小型かつ軽量であった。しかしそれと引き換えに高い生産技術が要求され、また戦況の悪化に伴う生産環境の悪化からこの要求を満たすことができなかった。さらに燃料や潤滑油の質の悪化に起因するエンジン不調、軍の整備に対する認識の甘さに起因する問題など様々な悪条件が重なり、所定の性能を安定して発揮することができなかった。
設計主任者は中島の中川良一技師。中川技師は、戦後にプリンス自動車、日産自動車の役員を歴任、プリンス・スカイライン2000GT-R、R380、383の発動機(S20型、GR8型、GRX-3型)の設計にも携わっている。

## 開発経緯
1930年代後半、中島はハ5系（出力約900〜1,400馬力）、栄（ハ115）（出力約1,000馬力）、護（出力約1,800馬力）といった空冷二重星型エンジンの開発を手がけていた。1939年（昭和14年）12月。これに加えて中川良一技師らを中心とする設計陣は、7シリンダー×2列の14シリンダーエンジンの栄をベースに用い、この前列と後列のシリンダーを2つずつ増やして計18シリンダーとし、1シリンダー当り100馬力以上を発揮させることで、サイズ・重量をそれほど大きくせずに2,000馬力級の次世代エンジンを開発する計画を立てた。
栄は1シリンダー当り70 hp程度を発揮するエンジンであった。これに対して目標とする1シリンダーあたり100馬力以上を発揮させるには、クランクシャフトの回転数を増やし、吸気系統（ブースト圧、吸気ポート形状等）を改善、さらに高オクタン価ガソリン（オクタン価100のガソリン）を使用してノッキング（デトネーションの帰結）を防止するなどの対策が必要であった。さらにシリンダーヘッドの冷却フィン、クランクシャフトとコンロッドの軸受、クランクケース等にも性能を限界まで引き出すための設計を試みることとなった。
最終的に排気量35.8 L、初期目標出力1,800 hpという小型・小排気量かつ大馬力の設計案（社内名称BA-11）がまとめられ、海軍に提示された。これに対し海軍内部では賛否含めて大きな反響が起こり、結果、海軍航空技術廠（空技廠）と共同で官民一体の開発プロジェクトが立ち上げられることとなった。
開発開始の1940年（昭和15年）はアメリカとの緊張が高まっていた時期であり、誉開発の成否は将来想定される日米開戦の行く末に係わるものとして官民の精力的かつ速やかな作業が行われ、過密なスケジュールだったにもかかわらず、予定より半年早い1942年（昭和17年）9月には生産開始に至った。
- 1940年（昭和15年）
  - 2月 - 新型発動機「NK9」中島社内におけるエンジンの基本構想完了、海軍への構想の提出
  - 9月 - 設計完了、海軍から中島に対する正式試作命令
- 1941年（昭和16年）
  - 2月 - 部品試作完了
  - 3月 - エンジン組立完了
  - 3月末 - 第一次運転（エンジンの初始動）及び性能運転完了
  - 6月 - 公式第一次審査終了
  - 6月末 - 第一次耐久運転終了（エンジンを300時間断続運転させてオーバーホールし、異常がなければ合格とする審査）
  - 8月 - 公式第二次審査終了
  - 11月 - 第一回DB機に搭載しての飛行実験開始
- 1942年（昭和17年）
  - 9月18日制式採用 - 「誉」と命名、生産開始へ
  - 12月 - 大量生産本格化。

従来はエンジン開発の開始から生産開始まで5年程度を要していたのに対して、初期構想提案から本格生産開始まで3年以下という期間は異例な速さと言えた。

## 設計・技術
誉の設計はベースとなった栄の設計を引き継ぎ、全体をコンパクトに纏めながらも、高出力化に伴って発生する諸問題を解決するために様々な新機軸を織り込んだ意欲的なものであった。
ボア（シリンダー内径）×ストローク（ピストンの移動量）をベースとなった栄と同一の130 mm×150 mmとしたことにより、エンジン直径は1,180 mmに収まった（栄よりは30 mm大きい）。一方、シリンダーの前列と後列の中心間距離は冷却を良くするために栄の150 mmに対して220 mmまで伸ばされた。
前列と後列のシリンダーは正面から見て20度の位相差をもち、前列シリンダーの隙間から後列シリンダーが覗くStaggerという一般的な2列空冷星型エンジンのレイアウトである。
同時期に出現した同等出力の2列空冷星型エンジンに対し、誉の排気量（35.8 L）の小ささは顕著な特徴となっている。例えばアメリカの2,000 hp級エンジンであるプラット・アンド・ホイットニー製R-2800-9は46 L、ドイツのFw190に搭載された空冷星型エンジンBMW製801も41.8 Lである。このように当時の出力/排気量比の水準は40 hp/L台であるのに対して50 hp/Lを狙った誉は極めて野心的なエンジンだったと言える。小排気量で高出力を実現するにはクランクシャフト回転数やブースト圧（吸気圧）を向上する必要がある。そのために誉では離昇回転数を栄二一型の2750 rpmから3000 rpm（誉二一型）に、離昇ブースト圧を栄二一型の +300 mmHgから +500 mmHg（誉二一型）まで高めている。

### 冷却フィン
空冷エンジンでは外部の気流によるシリンダー冷却の良し悪しが性能に直接現れる。中島の戸田康明技師が当時行った、シリンダーヘッドの冷却フィン（ひれ）構造と冷却効率の関係を調べた研究では、冷却フィンは厚さ1 mm・間隔3 mm（フィンを4 mmおきに配置）、高さ70 mm程度で配置するのが最も効率が良いという結果が得られていた。ただし、実現には高アスペクト比かつ1 mm厚の板状物が密集している構造が必要となり、当時の鋳造技術では製造が難しいと考えられた。そのため、最初期に生産された誉（一一型や一二型）では、構造を厚さ約2 mm・間隔約4 mmの冷却フィンとし、栄などと同じ砂型鋳造法で製造するものとした。
一方、同時期に冷却フィンの研究・開発を行っていた正田飛行機では、植込みひれ方式という独自の鋳造法により、薄く間隔の狭いフィン構造の製作に成功していた。植込みひれ方式とは、あらかじめ製作しておいた一枚一枚形状の異なるアルミニウム合金製の薄いフィンをシリンダーヘッドの鋳型にはめ込んでおき、そこに鋳込むことでフィン以外の部分を形成するという方法であった。海軍は、戸田技師が理想としたフィン構造が実現可能なこの方法に注目し、誉二一型から順次採用した。この冷却フィンは通常のフィンに比べ10〜15 ℃程度シリンダー温度を下げることができたと言われる。
しかし、植込みひれ方式はフィンを鋳型へ植込む手間がかかり、鋳造中に型枠の取り外しを要するなど大量生産には向かなかった。このため、戦争の進展に伴うエンジン増産に伴って、住友金属工業が当時行っていたブルノー方式によるピッチ5 mm程度の冷却フィンに切り替えられた。
これについては諸説あり、ブルノー方式は増産要請や動員による熟練工の不足による妥協的な代替方式であり、生産効率が向上した代わりに植込みひれ方式による製品より冷却能力が低下したとする説、植込みひれ方式はブルノー方式の生産開始までのつなぎであり、本命はブルノー方式であったという説や、変更による性能低下はなかったという説もある。

### クランクピンとコンロッド軸受
エンジン出力は栄のほぼ2倍になったものの、クランクピン（主コンロッドをはめ込むクランクシャフト側の接合部）の直径は、エンジン径と主コンロッドの軸受荷重のトレードオフを勘案した限界的数値として5 mmしか拡大されなかった。このため、軸受にかかる荷重は最大で栄の38 %程度まで増大することとなった。対策として、中島と空技廠による軸受に関する特別チームは、コンロッドやシリンダースカート回りの設計を洗練・精密化し、軸受の厚さを最大限に取ることで剛性の向上に努めた。軸受合金（ケルメット）は銅の量に対して鉛18 %とされ、これを軸受の裏金に鋳込む方法も研究された。さらに軸受の真円度、軸受を主コンロッドにはめ込む際のはめ込み代、クランクピン寸法と表面粗度、クランクピンと主コンロッド軸受間の遊びの大きさといった様々なパラメータが厳密に定められた。また理論と実験により、クランクピンにエンジンオイル用の油穴が設けられた。これは最適な形状と配置が選ばれ、潤滑と冷却を兼ねたものである。これらの結果、軸受荷重が大きいものの、試験段階では好成績を収めた。

### クランクケース
エンジンの中央部を覆うクランクケースは軽量化・剛性向上・薄肉化による内部スペースの増大を狙って、従来のジュラルミンの鍛造ではなくクロームモリブデン鋼(正確にはクロム・マンガン・モリブデン鋼　航格イ224甲）の鍛造を採用した。これは日本のエンジンでは初めての試みである。そのために試作を請け負える企業がなかなか見つからず、中島の本拠地の東京から離れた大阪の住友金属工業に依頼している。出来上がったケース厚は3 mm程度となり、初期に想定されたよりも少々分厚くなったものの、特別な問題を引き起こすことはなかったと言われる。なお、試作後のケースの量産自体は中島の工場で行われた。

### ノッキング対策
誉はもともと、エンジンに出力の制限を強いるノッキングへの対策としてオクタン価100のハイオクタンガソリンの使用を想定していた。しかし、当時の日本は100オクタンガソリンや潤滑性能の高い鉱物系潤滑油の供給はほぼ全てをアメリカを筆頭とした輸入に頼っていた。そのため、インドシナ進駐以降の日米関係の悪化による航空機用ガソリン類の禁輸により、100オクタンガソリンや高性能潤滑油自体が入手困難となった。そのため、当初から低オクタン価ガソリンでのノッキング対策を考慮しており、水とメタノールの混合液を吸気経路内に噴射（一二型以降は過給機の翼車内から噴射）する装置を搭載できるようになっていた。この水メタノール噴射装置には吸気を冷却してシリンダー内に入る混合気の量を増やす（体積効率を上げる）効果とともに異常高温によるノッキングを防ぐ効果があるため、91オクタンガソリンと併せて使用することで理論上は100オクタンガソリンと同様の効果を得られると見込まれた。
他にも低オクタンガソリンで運転した場合の異常高温対策として、点火プラグの熱価の向上（プラグの放熱を促進することによる早期着火の防止）、燃料分布の改善なども順次行われていった。

### 中島式低圧燃料噴射装置
ベンチュリをもってガソリンを霧化し混合気を生成するキャブレターは、その原理上全てのシリンダーに均一な混合気を供給することが困難である。
中島では1944年（昭和19年）に低圧燃料噴射装置を開発し、自社エンジンに搭載した。これは、ベンチュリによるキャブレターの機関1回転あたりの燃料流量が機関回転数にほとんど無関係に吸気圧力に従って変動することに着目し、機関直結の容積型燃料計量ポンプの繰り出し量を吸気圧力によって制御することでキャブレターと同じ特性を再現したシングルポイントインジェクション方式の燃料噴射装置である。燃料計量ポンプにはベーンポンプ（羽根ポンプ）を用い、その偏心量は油圧サーボ機構によって変更される。油圧サーボの制御弁は吸気圧力を感知するベローズとサーボピストンに結合した流量制御カムによって制御され、吸気圧力が変動するとそれに応じて設定された燃料流量になるよう油圧サーボが操作される。供給された燃料は過給機の入口を横切る管に導かれ、そこに列状に開けられた小穴から散布された。
誉二三型・二四型のほかハ54などにも搭載されたが、全て実用化される前に終戦を迎えた。

## 運用

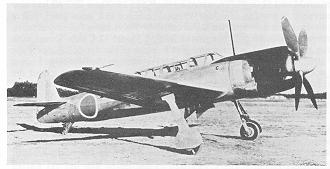
彩雲は誉が快調ならば600 km/h以上の速度を発揮した

### 搭載機の活躍
誉の高性能に注目した軍部はただちに当時開発中の主要軍用機への搭載を決定した。以下に誉（ハ45）が搭載された機体を挙げる。
海軍
- 局地戦闘機「紫電」及び「紫電改」
- 局地戦闘機「天雷」（試作機）
- 陸上爆撃機「銀河」
- 艦上攻撃機「流星」
- 陸上攻撃機「連山」（試作機）
- 艦上戦闘機「試製烈風」（試作機）
- 艦上偵察機「彩雲」

陸軍
- 四式戦闘機「疾風」

この内、紫電改と四式戦闘機は大戦後半に飛躍的に高性能化が進むアメリカ軍の戦闘機とも対等に渡り合うことができた日本製では数少ない高性能戦闘機であった。
紫電改はその性能特性から、本来の開発目的である爆撃機迎撃よりも、本来の目的外の制空任務に多く用いられ、前線では零戦の後継機として軍関係者の間では認識されていたという。また疾風は文字通りに主力機としての任を果たした。
また偵察機である彩雲は当時実用化された日本製軍用機の中では最速の部類に属し、公称最高速度が611 km/hのアメリカ海軍のF6Fを振り切ったという逸話も残している。

### 不具合の発生
燃料・潤滑油の問題
前述の通り米国からの石油類の供給が途絶えた結果、大戦の全期間を通じてオクタン価87〜91のガソリンや禁輸前にストックしていたアメリカ製潤滑油、あるいは使用済み潤滑油を処理した再生潤滑油が中心となった。
まず当初予定した出力を発揮しにくくなり、さらにシリンダー温度の異常上昇が報告されるようになった。そのため、軍部ではエンジン回転数とブースト圧に対して制限を課した。海軍の誉搭載機である銀河を運用した元攻撃第405飛行隊長の鈴木瞭五郎大尉は「当時のA91G（航空91揮発油）はA87G（航空87揮発油）程度、またA87GはA85G（航空85揮発油）程度の質に低下」と証言しており、燃料の性能が額面割れを起こしていた可能性もある。
対策として水メタノール噴射装置が搭載されていたものの、整備が難しく、調整が不十分な場合は水メタノールが各シリンダーに均一に分配されずに特定のシリンダーにノッキングが集中、その結果点火プラグを焼損しエンジンの不調をもたらすこともあった。
航空91揮発油の揮発性の悪さから燃料の不等配分も起きており、抜本的な解決が期待できる低圧燃料噴射装置（誉二三型）は実機に装備されテスト段階には入っていたものの、完全な実用化が果たされる前に終戦となった。
誉搭載である四式戦闘機において、明野陸軍飛行学校のよる報告書では故障原因は電気系統と潤滑油起因の2点のみを挙げられており、飛行第47、第104戦隊では支給された再生潤滑油を使用せず在庫の米国製潤滑油を使用していたことなどから、潤滑油の品質が悪化したこともエンジン性能を下げていた可能性がある。
また各部への負荷増大の対応として潤滑油ポンプ圧力が引き上げられており、その結果各所からの潤滑油漏れが増大し操縦者は燃料だけでなく潤滑油の残量にも気を配らねばならなかった。
設計に起因する異常
天雷の試験飛行における一定高度以上での油圧低下に対し、中島社内による緊急の原因究明が行われた。天雷は、2速過給機の湿式多板式ディスククラッチで発生するスラッジ（油溜り）の除去対策や、過荷重を受けるクランクシャフト回りへの潤滑対策に用いた潤滑油循環量増加のためにポンプ容量を増大しており、油圧系統にかかるポンプ圧力も増大していた。しかしこれにも係わらず、油パイプ径やポンプ入り口の口金が小さく、パイプが長過ぎたことで内部に真空部分が生じ、それが一定の気圧以下でポンプの吸い込みを阻害していた。ただし、これについては、原因を念頭に置いた上で潤滑系を変更し、高度上昇による油圧低下は解決されたと言われている。
当初懸念されたコンロッド軸受の過荷重による故障も起こり始めた。これに対して、軸受材表面の鉛メッキ、クランクピンの研磨（ポリッシュ）による仕上げ粗度の向上、クランクシャフトの変形に合わせて軸受の形状を微妙に変える等の対策を施し、一応の解決を見ることができた。
またプロペラ減速機の軸受も焼損を起こし、その鉛の比率を20 %から30 %にするという処置を行って解決を図った（なおこの軸受合金の鉛の比率（30 %）が生産現場に間違って15 %と伝えられており、四式戦闘機の試作機で焼き付きを起こしたという事件もあった）。総じて、銅を始めとする金属の使用制限は軸受全般の不具合を頻発させ、中島ではその対策に最後まで煩わされたといえる。
この他にも、ピストンリング、バルブカム、バルブスプリング、発電機などの部品について負荷の増大に対応したものが確保できなかった結果、耐久性不足で破損するという問題があった。また狭小なスペースに取り回した電気配線の被覆がエンジンの熱で焼けて絶縁不良になるなど、細かなトラブルも多発し、誉は整備員泣かせであったと言われる。
生産に起因する異常
生産が始まってしばらくした頃、誉を搭載した試作機でエンジンの出力が公称値を大きく下回っていると指摘されたことがあった。これに対する中島での調査により、吸排気ポートや吸気系通路の鋳物の型崩れが出力低下の主因となっていることが発見され、鋳型を見直しての改善により出力が回復したと言われる（ただし生産環境がより致命的な状態になった大戦後半に再発しなかったかどうかまでは言及されていない）。
部品の歩留まりの悪さは深刻で、鋳造・鍛造のみならず切削加工においても歩留まり率が10 %を切ることがあり、総合的な歩留まり率が1 %まで落ちたことすらあった。1943年（昭和18年）から1944年（昭和19年）にかけて海軍軍需工場の技術指導を行った澁谷隆太郎や川村宏矣はその原因を、性能第一とし製造上の困難は努力で解決しようという中島の気風や設計者の思慮不足、数を優先する乱雑な作業や形の崩れた木型を使い続けるといった無頓着さを含む工場の問題、さらに十分に設計を煮詰める前に量産に移った点などをあげている。

## 評価
大戦後期に登場した日本軍の機体の多くで誉が搭載されていたことや整備も含めた所定の条件を満たした誉とその搭載機は、所望の高性能を示し活躍。また、日本軍で唯一実用化と生産された2,000馬力級エンジンであることや戦後にハイオクタンガソリンと高品質潤滑油や高熱価のプラグを使用して誉を調査したアメリカ軍は、本エンジンに高い評価を与えていることから日本を代表する航空機エンジンであると評価されている。こうした経緯から「日本の航空技術が生んだ奇跡のエンジン」と称されることもある。
その一方で、既に生産効率や品質管理の考えを導入していた欧米とは反対に、本格的な生産が開始された戦争後期に生産された誉は、事実上信頼性設計を考慮せず、性能面を追求し様々な新機軸を織り込んだ意欲的な設計から来るいくつかの不具合や生産現場の品質管理に起因する問題、当時の日本製エンジンに一般的だった軸受合金や点火プラグに起因する不具合にも例外なく襲われていた。また、烈風の試作機のテスト結果や信頼性の問題が頻発した例を挙げ、「欠陥が多いエンジン」という相反する評価がなされることもある。
欧米では二段二速のスーパーチャージャーを搭載し高度9,000 mでも安定した性能を発揮するマーリンエンジンや、燃料噴射装置と無段変速の過給機を備えたDB 601などが安定した品質で大量生産され、メーカーが詳細な整備マニュアルを現場の意見を反映して改訂することで稼働率の維持と負担軽減を実現していた。よく誤解されているが、当時の日本軍にもマニュアルは存在しており、現にメーカーが整備員向けの公式マニュアルを用意した栄エンジンを筆頭に各エンジンごとにマニュアルは用意されていた。実際、戦争初期に快進撃ができた一因は、メーカーで研修を受けた整備員や熟練整備員を多数そろえ、安定した稼働率を発揮したことも大きい。ところが、マニュアルをもとに教育指導をするというよりは熟練整備員による実地指導に依存する傾向があり、整備教育の手法に問題があった。また、玉砕により、歩兵のみならず熟練整備員などの支援要員も失われていったため、相対的に整備能力が低下していった。そのうえ、頼みの綱のマニュアルも内容的には「整備方法やエンジン構造を書いたマニュアル」に相当するものではあったが、他国のような「未成熟な整備員でも容易に理解や習熟できるマニュアル」という概念で作られたものはとは言えず、あっても正しく活用されない面もあった。後述する刈谷正意中尉の部隊や芙蓉部隊のように、マニュアルを正しく読解できる人員が在籍する部隊やメーカーで研修を受けた人員が在籍する部隊では稼働率が安定する傾向であり、結果的に指導者の理解度や技量に影響を受け部隊ごとに稼働率が異なるのが普通となってしまった。このため、カタログ値だけ見れば高性能であったが、それを発揮出来た例は少なかった。

### 品質低下とその影響
当時の日本の工業界は国家総動員法により、大量生産を意識した体制へ舵を切り、その一環で規格化やマニュアルの導入、生産ラインの機械化も実施されてはいたものの、他の主要参戦国のような規格化や品質管理が不徹底であり、結果的に熟練工に依存する生産体制となってしまった。その影響もあり、開戦時は戦前に生産されていた分のおかげで大量生産しなくても需要を満たすことができ、開戦後も中期ごろまで熟練工が多数いたことや需要と供給のバランスが保っていたため、その時期に生産された完成品は歩留まり率が高い傾向であったが、戦争後期になると生産能力や物資不足の問題が表面化。戦局の影響で需要が急拡大したため、供給不足に陥った。また、熟練工が徴兵され代わりに学徒勤労動員を筆頭とした素人に生産させる状態になったことで完成品の歩留まり率は低下。そのうえ、生産数を減らして品質を確保するより生産量を確保することを優先するなど、発揮できる生産能力以上の生産を実施したため粗製濫造を招き、歩留まり率の低下に拍車をかける原因となった。対策として代用材料の使用や部品製作の簡略化が図られたものの、焼け石に水程度の効果であり、またアメリカ軍の空襲により生産施設が破壊されたことによる歩留まり率の悪化も起き、どのような理由にしても戦争後期は品質の悪化の一途をだどる状況であった。
こうして本来の性能を発揮できない不完全な誉が数多く出荷され、結果的に搭載機の性能不足や稼働率低下を引き起こすこととなった。稼働率低下の一例をあげると、1945年（昭和20年）7月の松山基地の偵察部隊では保有していた彩雲16機のうち作戦可能機はわずか2機に過ぎず、1機は故障、残りの13機のうち8機までがエンジンの調整・整備に追われるという有様であった。
当時、零戦の後継機として開発中であった烈風の主任設計者である堀越二郎技師は、同機のエンジンとして誉を搭載することに反対していたが、それはエンジン品質の低下による性能の額面割れを危惧したからだと本人が証言している。実際に誉を搭載した烈風の試作機は大幅な性能不足で、三菱内でエンジン出力を測定したところ1,300 hp / 6,000 m程度（地上計測による換算値、なお海軍の保証値は1,700 hp / 6,000 m）しかなく、さらに同時期に製造された誉搭載機の速度・上昇率を調べたところ公称値よりも低下しており、いずれも烈風の試験結果に対応していたと報告されている（なおこれに対し、中川技師は烈風の試験が行われたのは前述した吸気系の鋳物の改善前でエンジン出力が最も低下していた時期ではなかったかと述懐している）。

### 飛行第47戦隊付「整備指揮小隊」
中島飛行機では「誉」にも公式マニュアルを用意していたが、教育体制の不備により活用できた部隊は少なく、現場でも「故障しやすいエンジン」というイメージがあった。
例外として飛行第47戦隊付整備指揮班長刈谷正意中尉によれば、「油圧低下や燃圧振れはポンプ吸入側の空気吸い込みが主原因であるのに、これを修治せず放置するとエンジン内部故障になり」「誉は直ぐに故障する」となるが、それは「自己の怠慢を天下に公表しているようなもの」であると評した。「誉」の整備にも、特に「秘策はなく定時点検整備を、時間管理票に従ってマニュアルに少し手を加えて行う」ことにより「在隊稼働率100パーセントを維持（定数外大修理機を入れれば87パーセント）」を終戦まで維持したとのことである。
また、47戦隊では官制にはない「整備指揮小隊（整備指揮班）」を独自に組織していた。これは全般の技術指導、各整備小隊間のコントロール、対外連絡、資料の作成や収集などのエンジニアリングを行うものであった。優秀選抜兵による「第4小隊」は、作戦から独立して故障修理にあたり、手のかかる故障機等を迅速に戦列復帰させた。
整備兵員への教育も徹底され、日々の整備を実地の訓練として、各整備小隊長は整備隊長の教育実施計画の下、毎日の教育実施結果を整備隊長に報告し、幹部整備員は隊長の教育を毎週あるいは適時に受け、課題にリポートすることが義務付けられた。これらにより、異動や戦闘などの損失を受けても整備員の質が維持されるなど、欧米に比肩する体制が整えられた。
陸軍では伝統的に手すき時や最前線進出時には搭乗員も整備を行っていたが、47戦隊ではさらに組織化され、搭乗員に機体整備の情報共有への参画が命ぜられた。そして、戦隊長以下の全パイロットも適時に整備から取扱いの研修を受け、自機の不具合はデータを付して整備に提出することが徹底された。このような搭整一体の協力により、敗色濃厚な中にあっても終戦まで兵器の質が維持されたのである。刈谷によれば「47戦隊で100パーセント働いた」エンジンが他部隊で動かなかったのは「日本陸軍の整備教育が間違っていたから」であり、「疾風（誉）のせいじゃない」と回想している。
実際、エンジンの種類は違うものの、液冷エンジンのアツタもエンジンの整備に悩まされたという共通する点があり、それを搭載した彗星も（エンジンだけが理由ではないものの）稼働率の維持に悩まされた。だが、彗星の整備に熟練した人員がいた部隊の彗星に関しては不調の頻度が低い傾向であった。また、それを主力とした芙蓉部隊では工場技術者による整備の直接指導により整備能力が向上し、液冷型彗星の整備状況が改善した結果、少なくとも整備不良による不調の頻度は低下している。以上のことから、誉にしろアツタにしろ整備が徹底されていた部隊では稼働率が安定していたとされており、刈谷の発言の根拠を補強する結果となっている。

## 型式
誉の各型を試作・計画のみのものを含めて以下に列挙する。（）内は陸海軍統合名称、あれば海軍略記号の順に記載している。なおハ45は誉の陸軍向けであるが、仕様や補機類は必ずしも海軍の誉と同一ではない。
誉一一型（ハ45-11、NK9B）
初期生産型。まだ冷却フィンが植込みひれ方式ではなく砂型鋳造方式で製作されていた。気化器が2連降流115丙B型。水メタノール噴射装置の噴射位置が後の二一型と異なりスロットルの直前（キャブレター内）であった。四式戦闘機の初期生産型に搭載されたハ45特もこの一一型とほぼ同等の仕様であるとされる。
誉一二型（ハ45-12、NK9C）
一一型の過給機の減速比を変更し性能向上を図った型。水メタノール噴射位置が過給機翼車内に移された。銀河と流星に搭載された。
誉二一型（ハ45-21、NK9H）
一一型の改良型。回転数・ブースト圧を上げて出力を200馬力向上させた。気化器が2連降流115丙ｃ型に換装、水メタノール噴射装置は過給機インペラ背後に噴射する方式に改められた。この型より冷却フィンは植込みひれ方式を採用するようになった（後期生産のものはブルノー方式）。彩雲、四式戦闘機、紫電、紫電改といった実用機に搭載された最多量産型である。
誉二二型（ハ45-22、NK9K）
二一型のプロペラ減速比を変更し、強制冷却ファンを装備した型。彩雲の試作機などに搭載された。
誉二三型（ハ45-23、NK9H-S）
二一型に中島式低圧燃料噴射を搭載した型。紫電三二型に搭載されて試験中に終戦を迎える。
誉二四型（ハ45-24、NK9K-S）
二三型と同じく二二型に低圧燃料噴射装置を搭載した型。
誉二四ル型（ハ45-24ル、NK9K-L）
二四型に排気タービン過給機を追加した型。試製彩雲改に搭載されて試験が行われていた。また連山にも搭載予定だった。
誉二五型（ハ45-25）
過荷重に対応してクランクシャフトの形状を改善した型。試験中に終戦を迎える。
誉二六型（ハ45-26）
プロペラ減速機構にVDM方式を採用した型。試作のみ。
誉三一型（ハ45-31、NK9K-O）
二一型に強制冷却ファンを追加し、さらに高回転・高ブースト化して出力向上（離昇2,200 hp）を狙った型。計画段階で中止された。
誉四一型（ハ45-41、NK9A）
過給機を2段3速のものに変更し、強制冷却ファンとインタークーラーを設けた型。試作のみ。
誉四二型（ハ45-42、NK9A-O）
四一型の出力向上型（離昇2,200 hp）。試作のみ。
誉四四型（ハ45-44）
四一型と同じく2段3速の過給機を備えるが、インタークーラーを省き出力を控えめ（離昇1,810 hp）にした型。試験中に終戦を迎える。
誉五二型（ハ45-52、NK9L）
排気タービン過給機、燃料直接噴射装置、強制冷却ファンを装備した型。
誉六一型（ハ45-61、NK9M）
推進式の機体向けに延長軸と強制冷却ファンを装備した型。
ハ145（ハ45-43）
2段3速過給機を備えた四〇番台に相当する陸軍仕様の型。二式単座戦闘機三型に搭載され試験が行われていた。
ハ245（ハ45-51）
高高度性能の向上を図ったとされる陸軍向けの型。

## 諸元

### 誉一一型（ハ45-11）
- タイプ：空冷星型複列18気筒（9気筒×2列）
- ボア×ストローク：130 mm × 150 mm
- 排気量：35.8 L
- 全長：1,690 mm
- 直径：1,180 mm
- 乾燥重量：830 kg
- 圧縮比：7.0
- バルブ挟み角：75度
- 過給機：遠心式スーパーチャージャー1段2速
- 水メタノール噴射装置付き
- 離昇出力：1,800 PS (1,780 hp) / 2,900 rpm/ +400 mmHgブースト

- 公称出力：
  - 一速全開 1,650 PS (1,630 hp) / 2,900 rpm / +250 mmHgブースト （高度2,000 m）
  - 二速全開 1,460 PS (1,440 hp) / 2,900 rpm / +250 mmHgブースト （高度5,700 m）

### 誉二一型（ハ45-21）
- 離昇出力：2,000 PS (1,970 hp) / 3,000 rpm / +500 mmHgブースト
- 公称出力：
  - 一速全開 1,860 PS (1,830 hp) / 3,000 rpm / +350 mmHgブースト （高度1,750 m）
  - 二速全開 1,620 PS (1,600 hp) / 3,000 rpm / +350 mmHgブースト （高度6,100 m）

## 現存する誉
誉搭載機にはオリジナルのエンジン付きで現存しているものもある。またエンジン部分のみの保存例もいくつか存在する。以下にそれらを保存施設ごとに紹介する。

### 日本国内

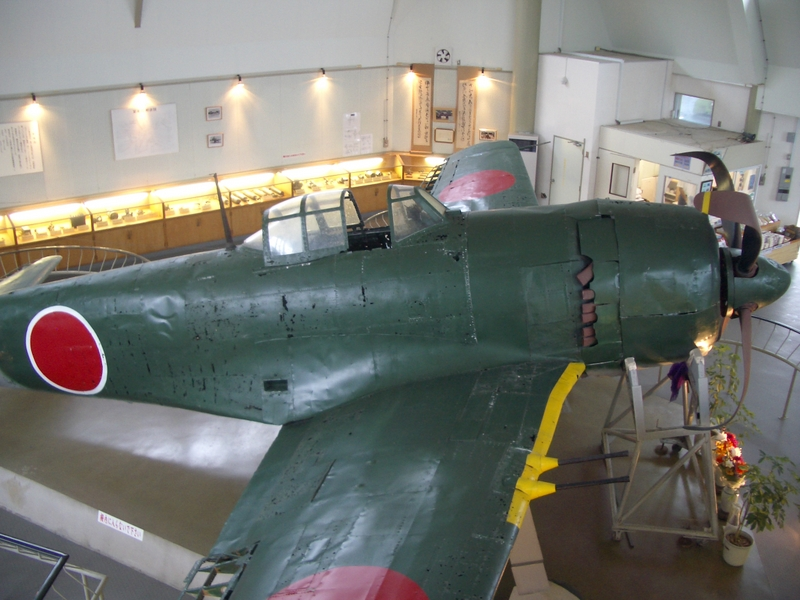
南レクに現存する紫電改。実物の誉が装着されている。

静岡航空資料館
富士重工業から寄贈されたエンジン本体が、交通博物館に移設され常設展示されていたが、閉館に伴い交通科学博物館に移設。閉館後は静岡理工科大学へ貸与され、同大学の静岡航空資料館にて展示中。
河口湖自動車博物館・飛行舘
銀河に搭載されていた誉と四式戦闘機に搭載されていたハ45のエンジン部分のみが展示されている。8月のみの公開。
知覧特攻平和会館
1945年（昭和20年）にフィリピンで鹵獲され1970年代まで飛行アトラクションに参加していた四式戦闘機が展示されている。日本では京都嵐山美術館に展示されていたもので、誉は機体に装着されている。
紫電改展示館（南レク馬瀬山公園内）
愛媛県南宇和海沖に沈んでいた紫電改を補修・再塗装して展示している。誉は機体に装着されている。
大和ミュージアム
2018年9月11日に広島県呉市広黄幡町にある米陸軍広弾薬庫の法面整備中に地下約1 mの地中から誉エンジンが掘り出された。
その後、誉エンジンは洗浄・保存処理を行った後、大和ミュージアムで、2020年6月3日からの企画展で初公開された。
田原市ふるさと教育センター
1945年、豊橋海軍航空基地から離陸後に墜落した銀河のエンジン。1973年に姫島漁港沖1 kmから引き揚げられたものが展示されている。

### 日本国外

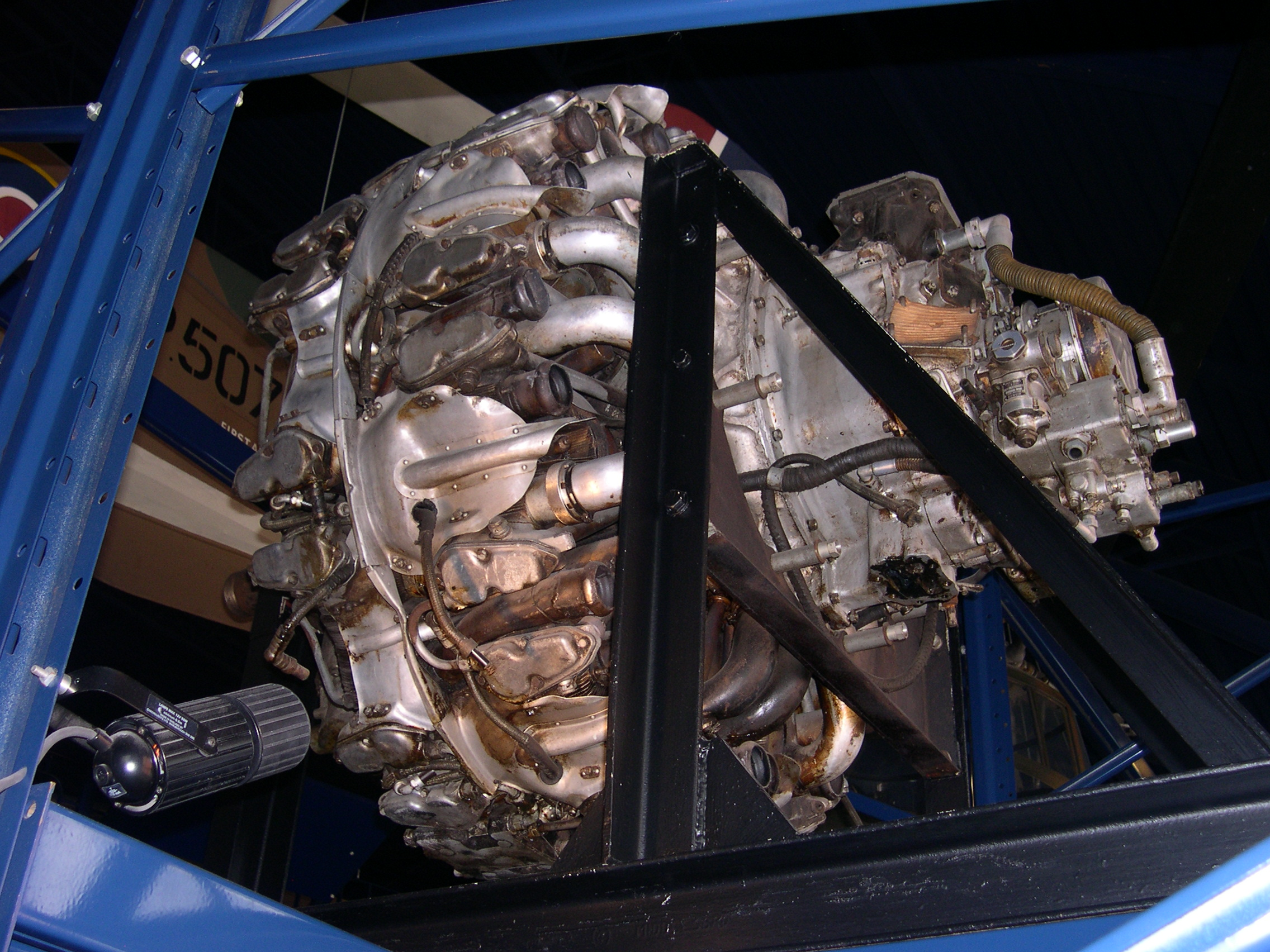
ロンドン・サイエンス・ミュージアムの誉エンジン

国立アメリカ空軍博物館（アメリカ）
レストアされた紫電改が展示されている。
国立海軍航空博物館（アメリカ）
レストアされた紫電改が展示されている。
国立航空宇宙博物館付属ウドヴァーヘイジー・センター（アメリカ）
レストアされた紫電改が展示されており、付属のポール E. ガーバー復元保存施設には少数の誉搭載機が収蔵されている。
ロンドン・サイエンス・ミュージアム（イギリス）
エンジン部分のみが展示されている。